# Campionat d'escacs de Suïssa
El Campionat d'escacs de Suïssa se celebra anualment durant dues setmanes de juliol, organitzat per la Federació Suïssa d'Escacs (SSB), que forma part de l'organització olímpica suïssa des de l'any 2000. La SSB és una organització relativament nova, creada el 1995 a partir de la fusió de dues organitzacions més antigues: la Federació Suïssa original (la SSV, fundada el 1889 precisament per al primer campionat suís, i coneguda abans del 1960 com a Associació Suïssa d'Escacs), i la Federació Suïssa de Treballadors d'Escacs (la SASB, fundada el 1923).
Des del principi, el format del campionat va ser un Round-Robin obert a jugadors de qualsevol nacionalitat, tot i que el títol de Campió de Suïssa ha estat sempre reservat per al millor classificat suís. S'han introduït diversos canvis al llarg del temps, especialment pel que fa a la inclusió de noves categories dins el campionat. Les dues guerres mundials van impedir la celebració del campionat alguns anys, tot i que l'estatus de neutralitat de Suïssa feu que l'afectació fos molt menor que en altres països. El 1968 no es va celebrar, a causa de la coincidència amb l'Olimpíada d'escacs de 1968 a Lugano.
El 2008, es van introduir canvis rellevants en el campionat, com incloure dues competicions que es juguen en paral·lel, per tal de fer més accessible el torneig tant als jugadors locals com als estrangers, a la vegada que s'incrementen les oportunitats per als jugadors suïssos, tant pel que fa a la consecució del campionat com pel que fa a l'increment d'Elo o a l'obtenció de normes per a títols. Aquesta nova organització implica que hi haurà un cicle de dos anys, on cada any senar se celebrarà un campionat obert, i cada any parell, un només per a suïssos.
Al llarg de la història del campionat, diversos jugadors han guanyat més d'un títol, però Hans Johner mereix una menció especial mercès als seus 12 campionats, al llarg de quaranta-dos anys (1908-1950). Joe Gallagher, sis cops campió, té doble nacionalitat suïssa-britànica, i ha guanyat també el Campionat d'escacs de la Gran Bretanya el 2001.

## Quadre de guanyadors

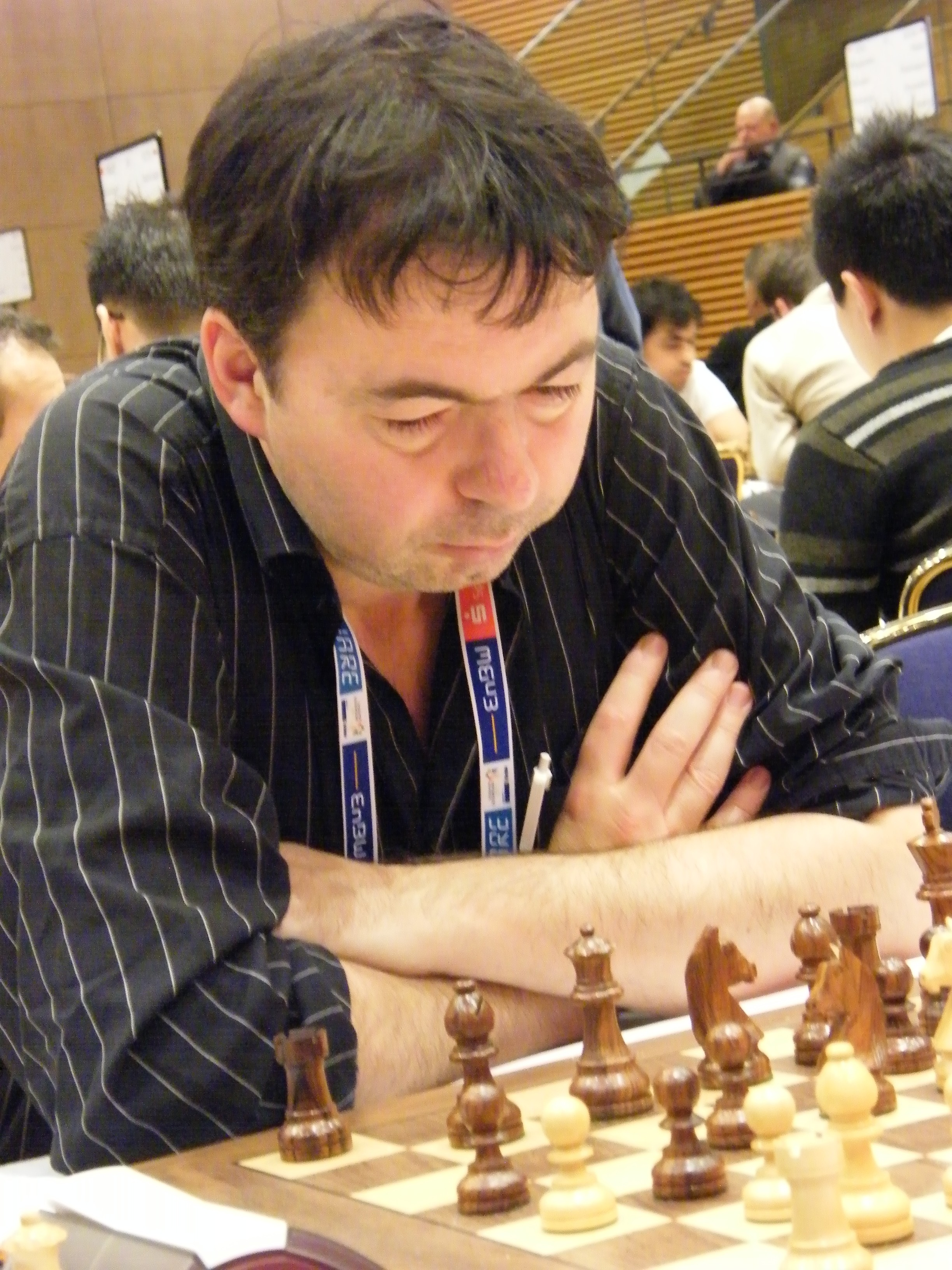
GM Joe Gallagher, 6 cops campió suís i 1 cop campió britànic

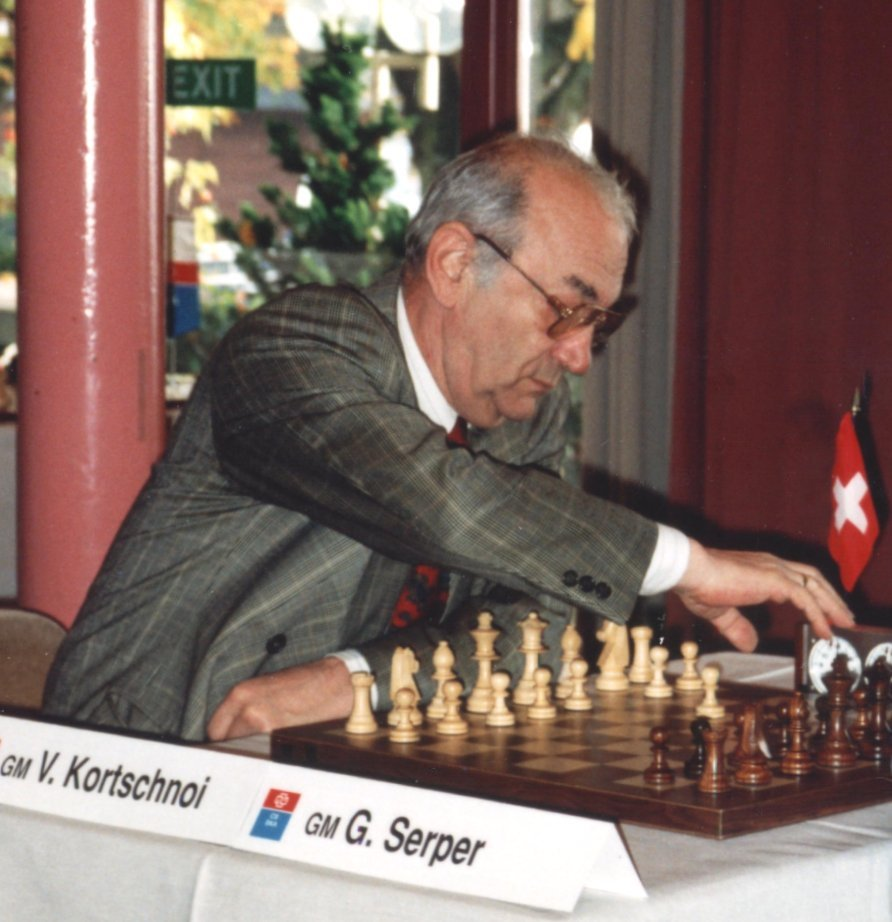
GM Víktor Korchnoi, 4 cops campió suís

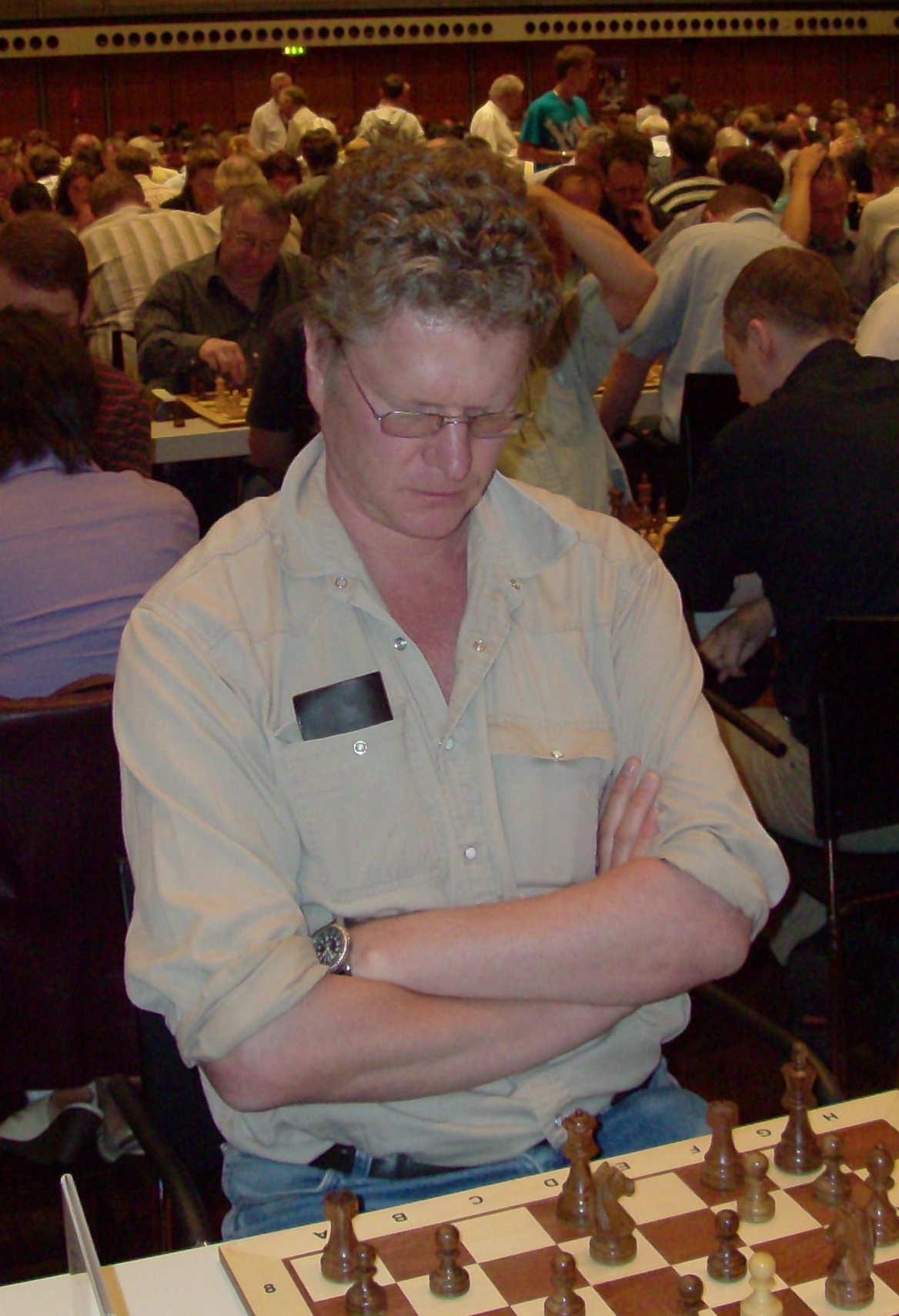
GM Roland Ekström, 4 cops campió suís

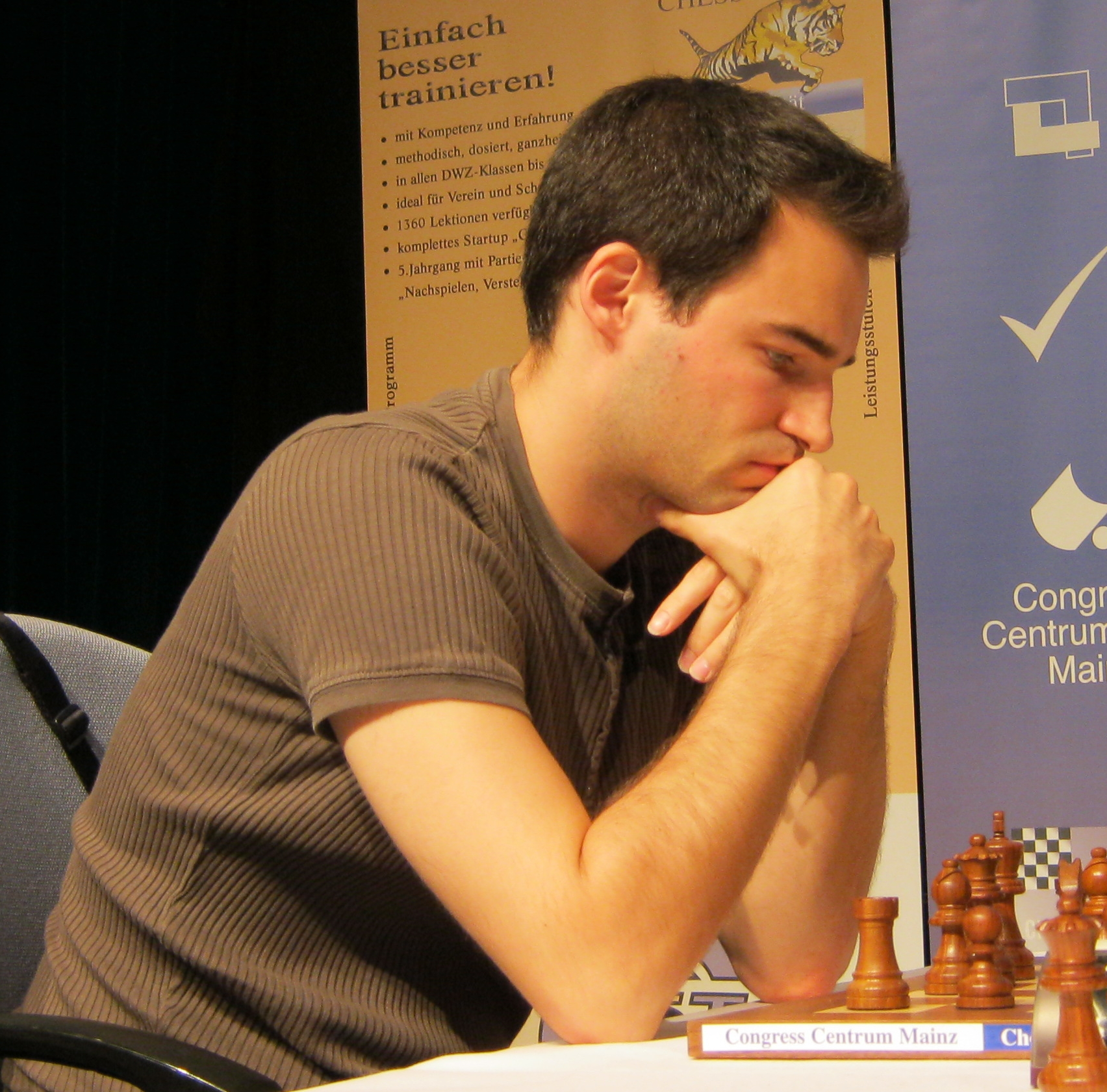
GM Yannick Pelletier, 5 cops campió suís

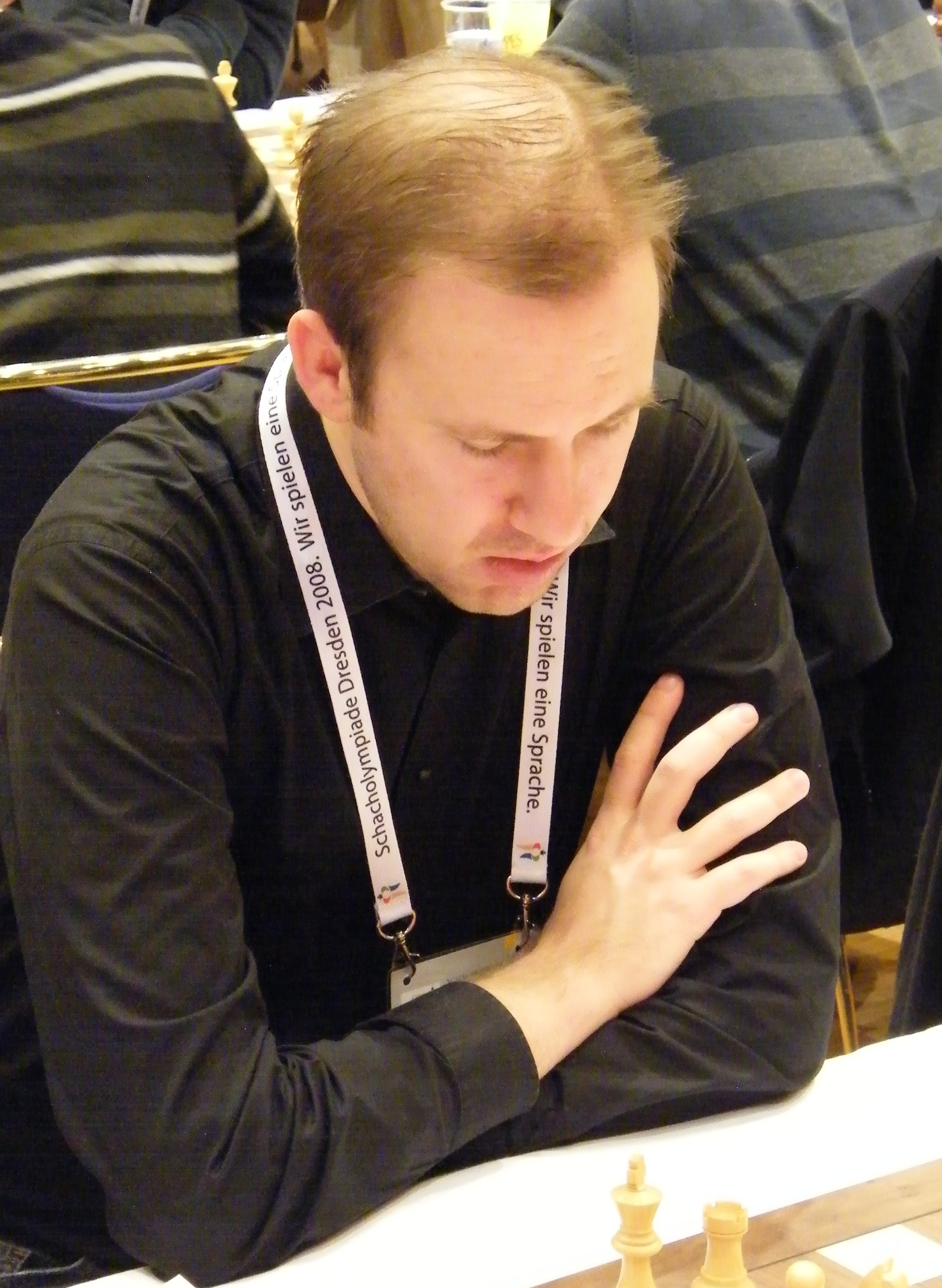
GM Florian Jenni, 2 cops campió suís

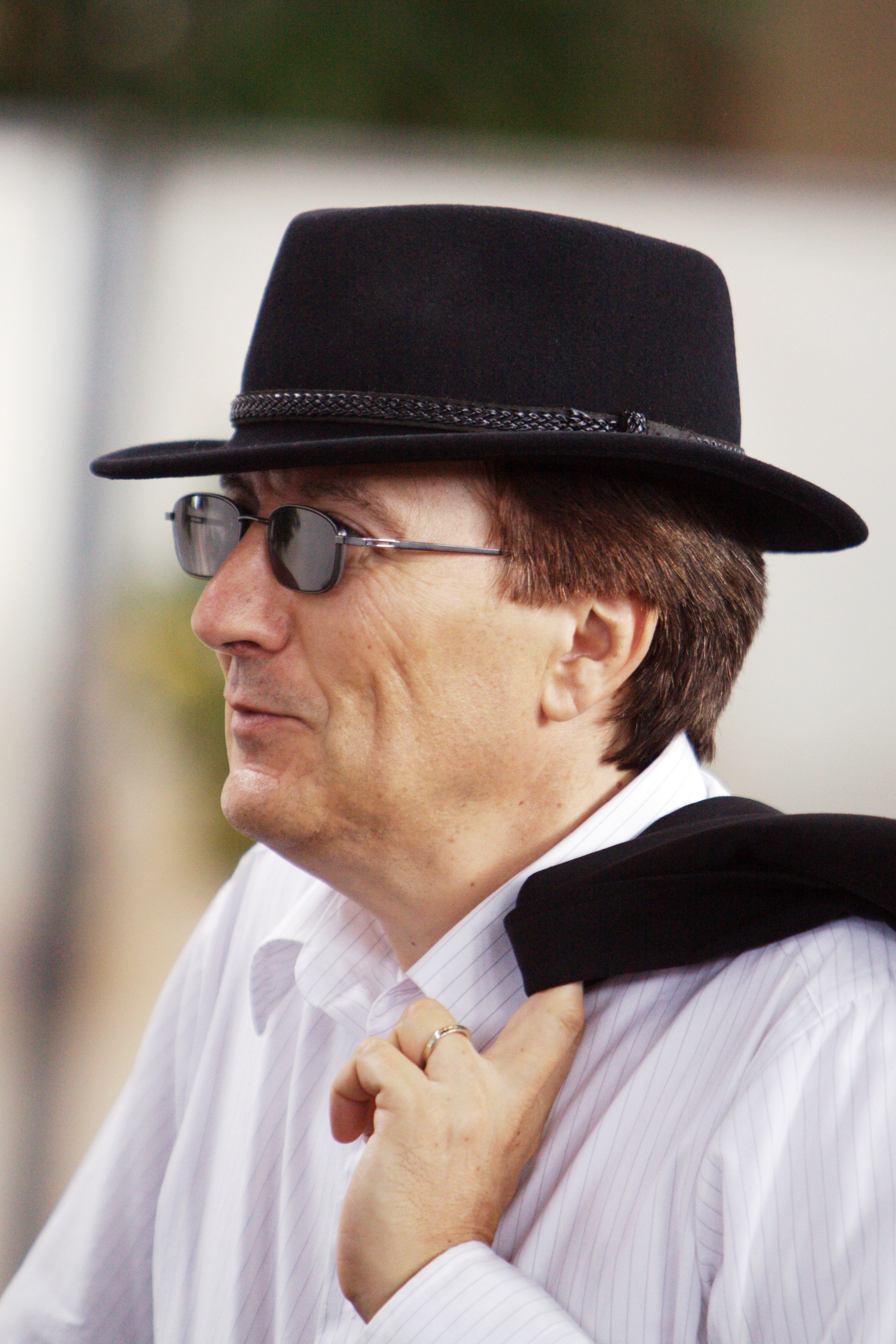
MI Werner Hug, 1 cop campió suís (1975)

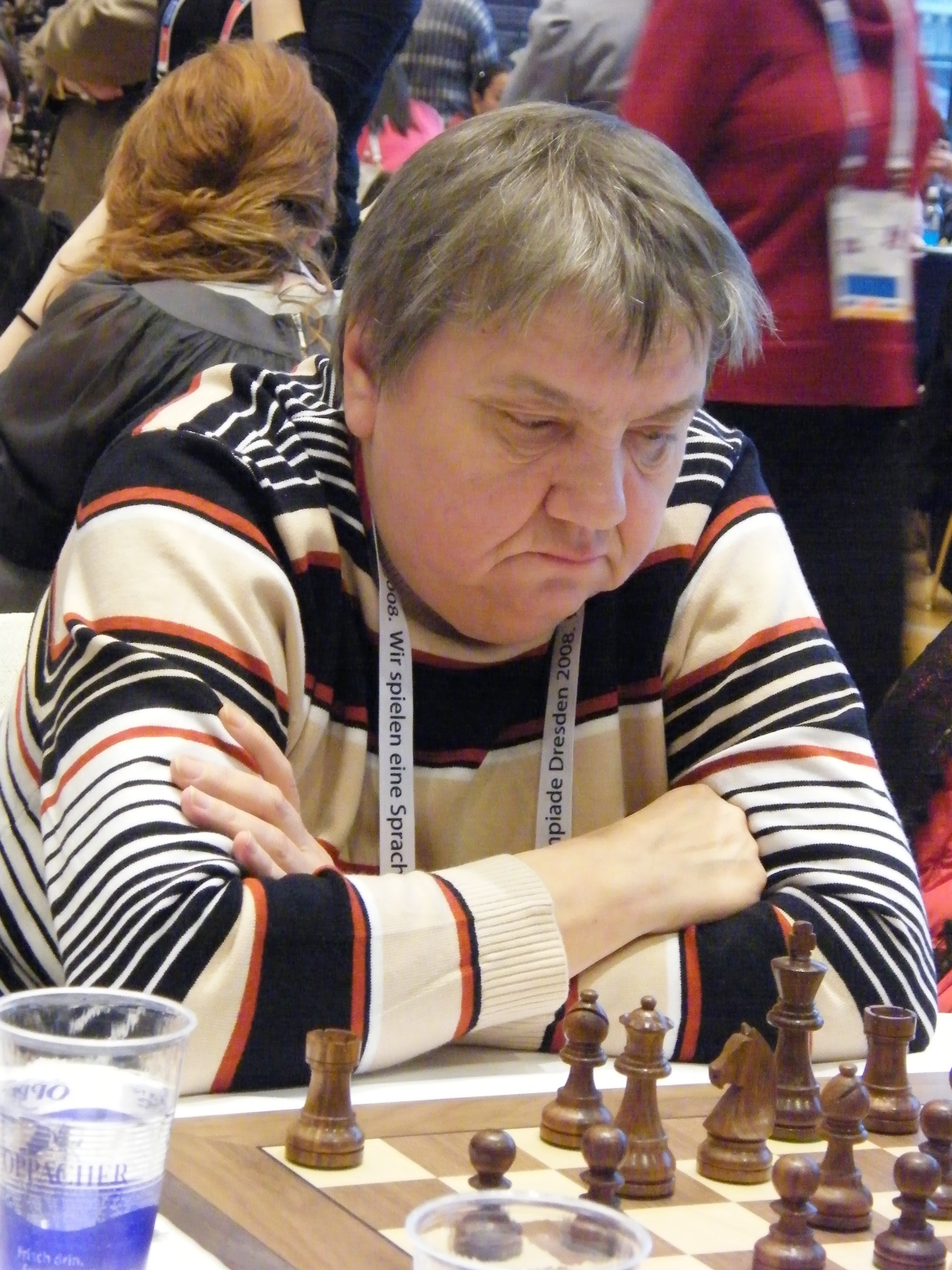
WGM Tatiana Lematschko, 10 cops campiona femenina de Suïssa

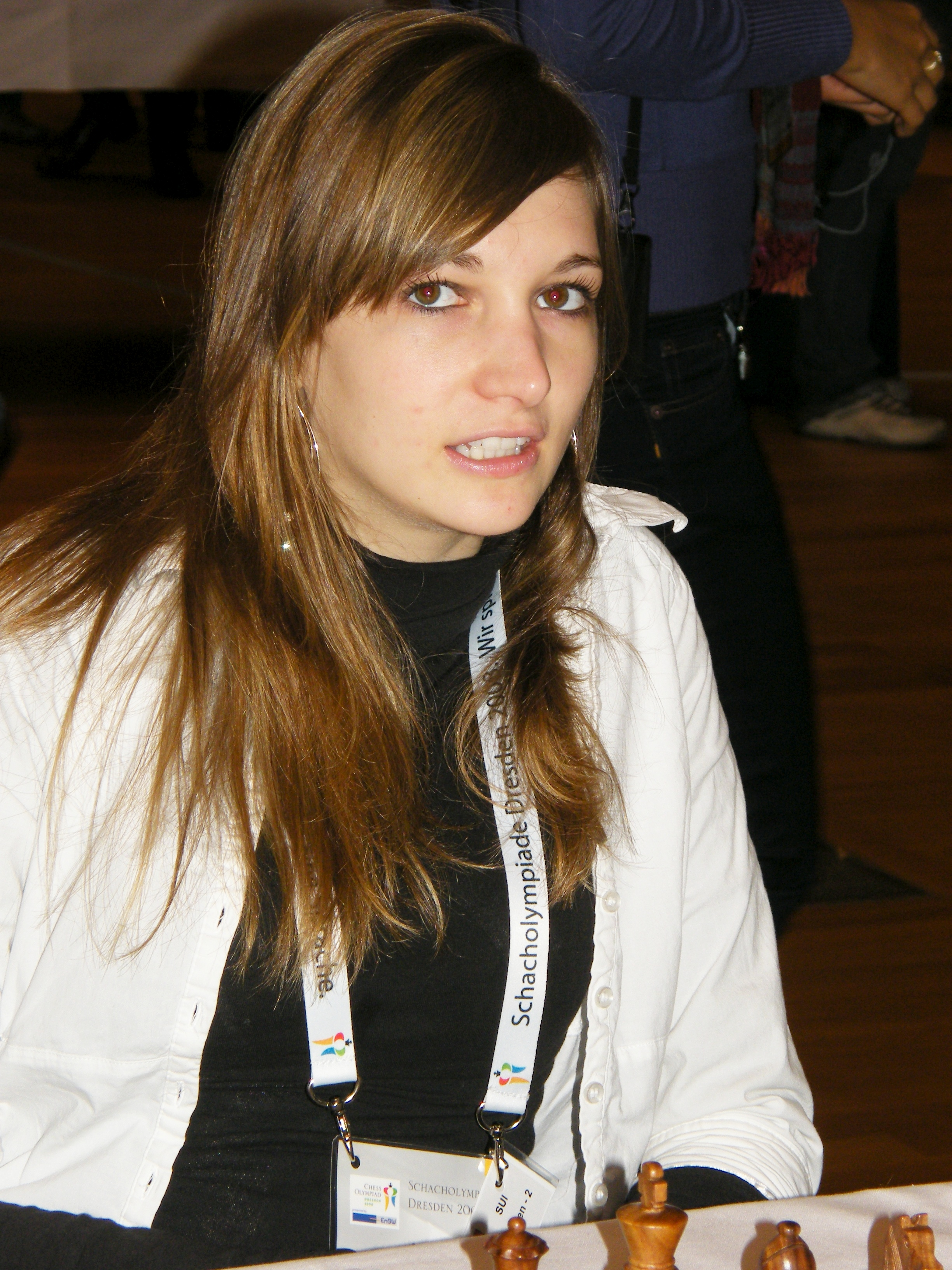
WMI Monika Seps, 5 cops campiona femenina de Suïssa

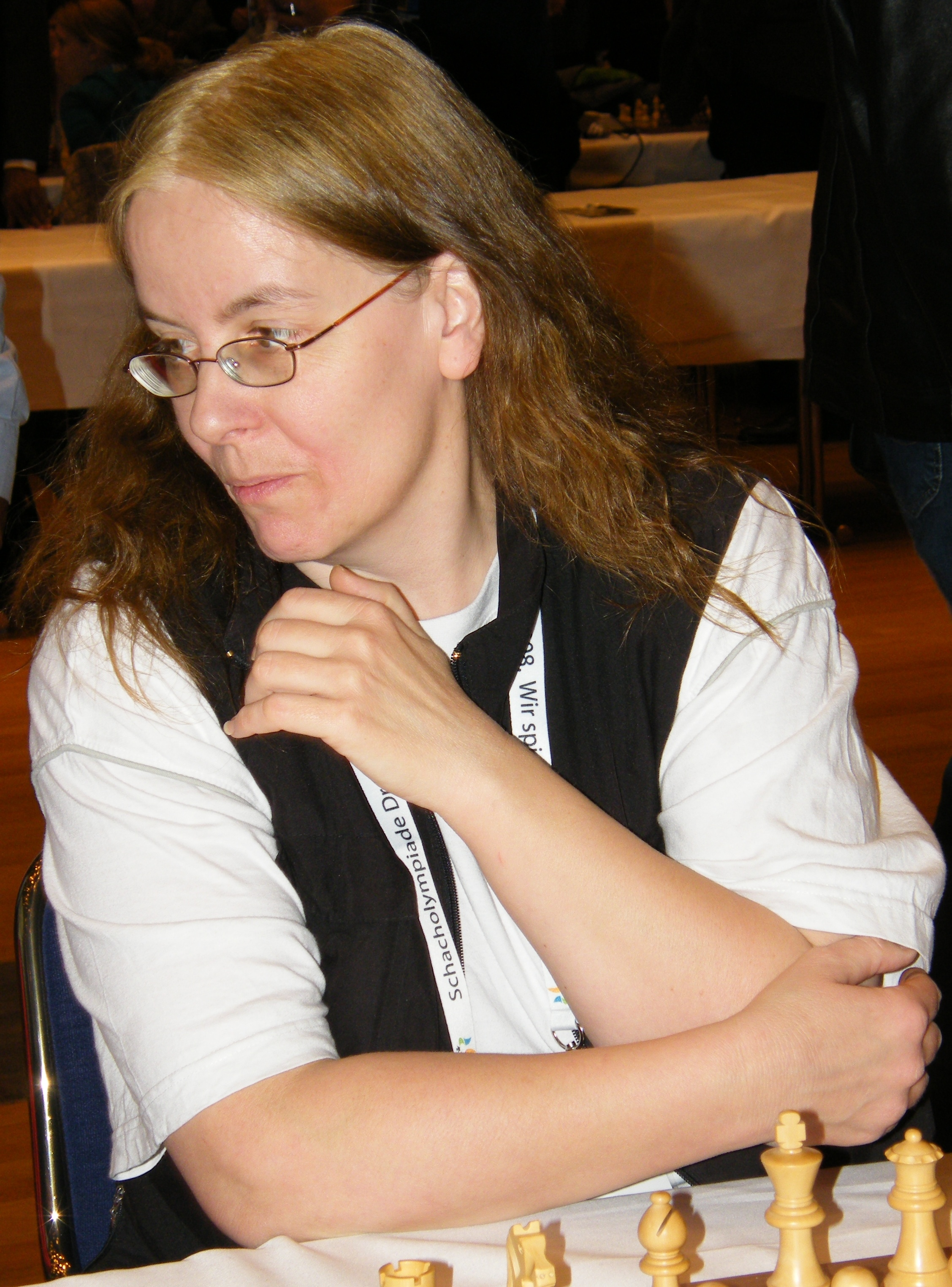
WGM Barbara Hund, 1 cop campiona femenina de Suïssa (1993)

| Any     | Ciutat                      | Campió                                                         | Campiona                               |
| ------- | --------------------------- | -------------------------------------------------------------- | -------------------------------------- |
| 1889    | Zúric                       | Max Pestalozzi Artur Poplawski                                 | No disputat                            |
| 1890    | Winterthur                  | Max Pestalozzi Artur Poplawski                                 | No disputat                            |
| 1892    | Basilea                     | Oscar Corrodi Hans Fahrni                                      | No disputat                            |
| 1893    | Berna                       | Alex Popoff                                                    | No disputat                            |
| 1895    | Zúric                       | Ulrich Bachmann                                                | No disputat                            |
| 1896    | Lucerna                     | Ulrich Bachmann Alfred Stooss                                  | No disputat                            |
| 1897    | Aarau                       | Hermann Sack                                                   | No disputat                            |
| 1898    | Basilea                     | Ulrich Bachmann                                                | No disputat                            |
| 1899    | Lausana                     | Moriz Henneberger                                              | No disputat                            |
| 1900    | Berna                       | Andreas Duhm                                                   | No disputat                            |
| 1901    | Sankt Gallen                | Max Pestalozzi Eugen Meyer Andreas Duhm Hans Duhm              | No disputat                            |
| 1902    | Bienne                      | Eugen Meyer                                                    | No disputat                            |
| 1903    | Zúric                       | Ernst Müller                                                   | No disputat                            |
| 1904    | Lucerna                     | Walter Henneberger                                             | No disputat                            |
| 1905    | Neuchâtel                   | Alfred Hänni                                                   | No disputat                            |
| 1906    | Basilea                     | Moriz Henneberger Walter Henneberger                           | No disputat                            |
| 1907    | Schaffhausen                | Dietrich Duhm Paul Johner Karl Kunz                            | No disputat                            |
| 1908    | Berna                       | Hans Johner Paul Johner                                        | No disputat                            |
| 1909    | Zúric                       | Moriz Henneberger                                              | No disputat                            |
| 1910    | Ginebra                     | Oskar Naegeli                                                  | No disputat                            |
| 1911    | Davos                       | Moriz Henneberger Walter Henneberger Kurt Krantz Erwin Voellmy | No disputat                            |
| 1912    | Lausana                     | Walter Henneberger                                             | No disputat                            |
| 1913    | Basilea                     | Andreas Duhm                                                   | No disputat                            |
| 1914    | Montreux                    | Dietrich Duhm Moriz Henneberger                                | No disputat                            |
| 1920    | Sankt Gallen                | Erwin Voellmy                                                  | No disputat                            |
| 1922    | Neuchâtel                   | Erwin Voellmy                                                  | No disputat                            |
| 1923    | Berna                       | Hans Johner                                                    | No disputat                            |
| 1924    | Interlaken                  | Otto Zimmermann                                                | No disputat                            |
| 1925    | Zúric                       | Paul Johner                                                    | No disputat                            |
| 1926    | Ginebra                     | Walter Michel                                                  | No disputat                            |
| 1927    | Bienne                      | Adolf Staehelin                                                | No disputat                            |
| 1928    | Basilea                     | Hans Johner Paul Johner                                        | No disputat                            |
| 1929    | Schaffhausen                | Hans Johner                                                    | No disputat                            |
| 1930    | Lausana                     | Paul Johner                                                    | No disputat                            |
| 1931    | Winterthur                  | Hans Johner                                                    | No disputat                            |
| 1932    | Berna                       | Hans Johner Paul Johner                                        | No disputat                            |
| 1934    | Zúric                       | Hans Johner                                                    | No disputat                            |
| 1935    | Aarau                       | Hans Johner                                                    | No disputat                            |
| 1936    | Lucerna                     | Oskar Naegeli                                                  | No disputat                            |
| 1937    | Interlaken                  | Hans Johner                                                    | No disputat                            |
| 1938    | Basilea                     | Hans Johner                                                    | No disputat                            |
| 1939    | Montreux                    | Henri Grob                                                     | No disputat                            |
| 1941    | Aarau, Basilea Berna, Zúric | Fritz Gygli                                                    | No disputat                            |
| 1942    | Lausana                     | Jules Ehrat                                                    | No disputat                            |
| 1943    | Sankt Gallen                | Martin Christoffel                                             | No disputat                            |
| 1944    | Vevey                       | Paulin Lob                                                     | No disputat                            |
| 1945    | Lugano                      | Martin Christoffel                                             | No disputat                            |
| 1946    | Winterthur                  | Ernst Strehle                                                  | Mathilde Laeuger-Gasser                |
| 1947    | Neuchâtel                   | Hans Johner                                                    | No disputat                            |
| 1948    | Berna                       | Martin Christoffel                                             | Elisabeth Schild                       |
| 1949    | Schaffhausen                | Serge Tordion                                                  | No disputat                            |
| 1950    | Lucerna                     | Hans Johner                                                    | Elisabeth Schild                       |
| 1951    | Ginebra                     | Henri Grob                                                     | Lina Wiget                             |
| 1952    | Zúric                       | Martin Christoffel                                             | No disputat                            |
| 1953    | Solothurn                   | Max Blau                                                       | Anna Näpfer                            |
| 1954    | Basilea                     | Josef Kupper                                                   | Elisabeth Schild                       |
| 1955    | Rapperswil                  | Max Blau                                                       | Anna Näpfer                            |
| 1956    | Thun                        | Max Blau                                                       | Anna Näpfer                            |
| 1957    | Lausana                     | Josef Kupper                                                   | Madeleine Batchinsky-Gaille            |
| 1958    | Lugano                      | Dieter Keller                                                  | Anna Näpfer                            |
| 1959    | Bienne                      | Paulin Lob                                                     | Anna Näpfer                            |
| 1960    | Balgach                     | Dieter Keller                                                  | Anna Näpfer                            |
| 1961    | Interlaken                  | Dieter Keller                                                  | Madeleine Batchinsky-Gaille            |
| 1962    | Sankt Gallen                | Josef Kupper                                                   | No disputat                            |
| 1963    | Basilea                     | Dieter Keller                                                  | Mathilde Laeuger                       |
| 1964    | Montreux                    | Marcel Markus                                                  | Monique Petit                          |
| 1965    | Berna                       | Marcel Markus                                                  | Maria Fässler Cécile Huser K. Fischler |
| 1966    | Lugano                      | Edwin Bhend                                                    | Mathilde Laeuger                       |
| 1967    | Bienne                      | Max Blau                                                       | Anna Näpfer                            |
| 1969    | Lucerna                     | André Lombard                                                  | Myrta Ludwig                           |
| 1970    | Riehen                      | André Lombard                                                  | Anna Näpfer                            |
| 1971    | Winterthur                  | Heinz Schaufelberger                                           | Elsa Lüssy                             |
| 1972    | Locarno                     | Heinz Schaufelberger                                           | Carla Wettstein                        |
| 1973    | Weggis                      | André Lombard                                                  | Elsa Lüssy                             |
| 1974    | Wettingen                   | André Lombard                                                  | Trudy André                            |
| 1975    | Zúric                       | Werner Hug                                                     | Carla Wettstein                        |
| 1976    | Ascona                      | Hansjürg Kaenel                                                | Anna Näpfer                            |
| 1977    | Muttenz                     | André Lombard                                                  | Myrta Ludwig                           |
| 1978    | Sankt Moritz                | Hansjürg Kaenel                                                | Myrta Ludwig                           |
| 1979    | Bienne                      | Heinz Wirthensohn                                              | Monique Ruck-Petit                     |
| 1980    | Ascona                      | Hansjürg Kaenel                                                | Theres Leu                             |
| 1981    | Bienne                      | Heinz Wirthensohn                                              | Vanda Veprek-Bilinski                  |
| 1982    | Silvaplana                  | Viktor Kortxnoi                                                | Claude Baumann                         |
| 1983    | Baden                       | Andreas Huss                                                   | Erika Vogel                            |
| 1984    | Arosa                       | Viktor Kortxnoi                                                | Tatiana Lematschko                     |
| 1985    | Silvaplana                  | Viktor Kortxnoi                                                | Anne Knecht                            |
| 1986    | Basilea                     | Markus Klauser                                                 | Tatiana Lematschko                     |
| 1987    | Lenk im Simmental           | Richard Gerber                                                 | Claude Baumann                         |
| 1988    | Silvaplana                  | Roland Ekström                                                 | Claude Baumann                         |
| 1989    | Bienne                      | Beat Züger                                                     | Evi Reimer                             |
| 1990    | Arosa                       | Ivan Nemet                                                     | Silvia Schladetzky                     |
| 1991    | Chiasso                     | Jean Luc Costa                                                 | Claude Baumann                         |
| 1992    | Leukerbad                   | Heinz Wirthensohn                                              | Evi Grünenwald-Reimer                  |
| 1993    | Silvaplana                  | Jean Luc Costa                                                 | Barbara Hund                           |
| 1994    | Lucerna                     | Lukas Brunner                                                  | Shahanah Schmid                        |
| 1995    | Villars sur Ollon           | Yannick Pelletier                                              | Tatiana Lematschko                     |
| 1996    | Arosa                       | Víktor Gàvrikov                                                | Evi Grünenwald-Reimer                  |
| 1997    | Silvaplana                  | Joe Gallagher                                                  | Tatiana Lematschko                     |
| 1998    | Engelberg                   | Joe Gallagher                                                  | Catherine Thürig                       |
| 1999    | Grächen                     | Roland Ekström                                                 | Shahanah Schmid                        |
| 2000    | Pontresina                  | Yannick Pelletier                                              | Evi Grünenwald-Reimer                  |
| 2001    | Scuol                       | Roland Ekström                                                 | Monika Seps                            |
| 2002    | Leukerbad                   | Yannick Pelletier                                              | Monika Seps                            |
| 2003    | Silvaplana                  | Florian Jenni                                                  | Tatjana Lematschko                     |
| 2004    | Samnaun                     | Joe Gallagher                                                  | Tatjana Lematschko                     |
| 2005    | Saas-Almagell               | Joe Gallagher                                                  | Monika Seps                            |
| 2006    | Lenzerheide                 | Florian Jenni                                                  | Tatjana Lematschko                     |
| 2007    | Leukerbad                   | Joe Gallagher                                                  | Monika Seps                            |
| 2008[2] | Samnaun                     | Roland Ekström                                                 | Tatjana Lematschko                     |
| 2009[3] | Grächen                     | Viktor Kortxnoi                                                | Tatjana Lematschko                     |
| 2010    | Lenzerheide                 | Yannick Pelletier                                              | Tatjana Lematschko                     |
| 2011    | Leukerbad                   | Víktor Kortxnoi                                                | Aleksandra Kosteniuk                   |
| 2012    | Flims                       | Joe Gallagher                                                  | Monika Seps                            |
| 2013    | Grächen                     | Aleksandra Kosteniuk                                           | Aleksandra Kosteniuk                   |
| 2014    | Berna                       | Yannick Pelletier                                              | Gundula Heinatz                        |
| 2015    | Leukerbad                   | Vadim Milov                                                    | Aleksandra Kosteniuk                   |
| 2016    | Flims                       | Noel Studer                                                    | Laura Stoeri                           |
| 2017    | Grächen                     | Yannick Pelletier                                              | Lena Georgescu                         |
| 2018    | Lenzerheide                 | Sebastian Bogner                                               | Gundula Heinatz                        |
| 2019    | Leukerbad                   | Noel Studer                                                    | Elena Sedina                           |
| 2020    |                             | No celebrat                                                    |                                        |
| 2021    | Flims                       | Joe Gallagher                                                  | Lena Georgescu                         |
| 2022    | Samnaun                     | Fabian Bänziger                                                | Lena Georgescu                         |
| 2023    | Leukerbad                   | Fabian Bänziger                                                | Sofiia Hryzlova                        |
| 2024    | Flims                       | Sebastian Bogner                                               | Mariia Manko                           |

## Campions suïssos d'escacs per correspondència
1. Karl Flatt (1941-1942)
2. Jules Ehrat (1943-1944)
3. Moriz Henneberger - Walter Henneberger (1946-1947)
4. Max Blau (1948-1949)
5. Max Meier (1950-1951)
6. Hans Selhofer (1955-1956)
7. Irenée Egger - Josef Steiner (1959-1960)
8. Otto Krausz (1962-1963)
9. Edgar Walther (1970-1971)
10. Jurij Janzek (1981-1982)
11. Georg Weissen (1984-1985)
12. Alex Crisovan (1988-1989)
13. Frabrice Liarder (1991-1992)
14. Toni Thaler (1993-1994)
15. Jens Uwe Klügel (1995-1996)
16. Laurent Jacot (1997-1998)
17. Patrick Hugentobler (1999-2001)
18. Martin Leutwyler (2001-2003)
19. Patrick Hugventobler (2004-2006)[4]
20. Albi Gmür (2006-2007)[5]
21. Andreas Brugger (2007-2009)[6]
22. Rolf Scherer (2009-2011)[7]
23. Gilles Terreaux (2011-2013)[8]
24. Roger Mayer (2013-2015)[9]
25. Walter Steiger (2015-2017)[10]
26. Pablo Schmid (2017-2019)[11]
27. Reinhard Wegelin (2019-2021)[12]
28. Roger Mayer - Stefan Salzmann - Oliver Killer - Philippe Corbat (2021-2023)[13]